# Allium smyrnaeum
Allium smyrnaeum — вид квіткових рослин з підродини цибулевих (Allioideae). Ендемік Туреччини.

## Таксономія
У рамках таксономічних досліджень Allium sect. Codonoprasum середземноморської флори виявлено помітну морфологічну мінливість роду й описано нові для науки види, серед яких A. smyrnaeum. Епітет заснований на «Смірні», старій назві Ізміра, сучасного турецького міста в західній Анатолії.

## Біоморфологічна характеристика
Цибулина яйцеподібна, 15–22 × 10–16 мм, зовнішні оболонки від коричневих до червонувато-коричневих. Стебло прямовисне, жорстке, голе, 20–45 см заввишки, зазвичай до 1/2 загальної довжини вкрите листковими піхвами. Листків 3–4, коротші за суцвіття, сильно запушені, пластина напівциліндрична, до 20 см завдовжки, ребриста. Суцвіття щільне, 2–6 × 1.5–4 см, з 20–80 квітками. Обгортки суцвіття нерівні й довші за нього, голі. Оцвітина дзвінчата, зеленувато-жовта, з пурпуровим відтінком, 5 мм завдовжки, листочки оцвітини рівні, еліптичні, зовнішні 2–2.2 мм завширшки, внутрішні 2 мм завширшки, середня жилка зелена, гладкі й злегка загострені на верхівці. Тичинки з простими й майже рівними нитками; пиляки блідо-жовті. Коробочка тристулкова, обернено-яйцювата, 4.8 × 4.5 мм. 2n = 2x = 16. Цвіте з кінця червня до початку липня.

## Поширення
Популяції цього виду були зібрані в кількох насадженнях західної Анатолії, головним чином в районі Ізміра, наприклад поблизу Еміралема, Менемера, Селіміє та Лабададагі. У цій місцевості він показав дуже розкидане поширення, яке особливо локалізоване на вапнякових скелястих відслоненнях і луках.